# Anillo planetario

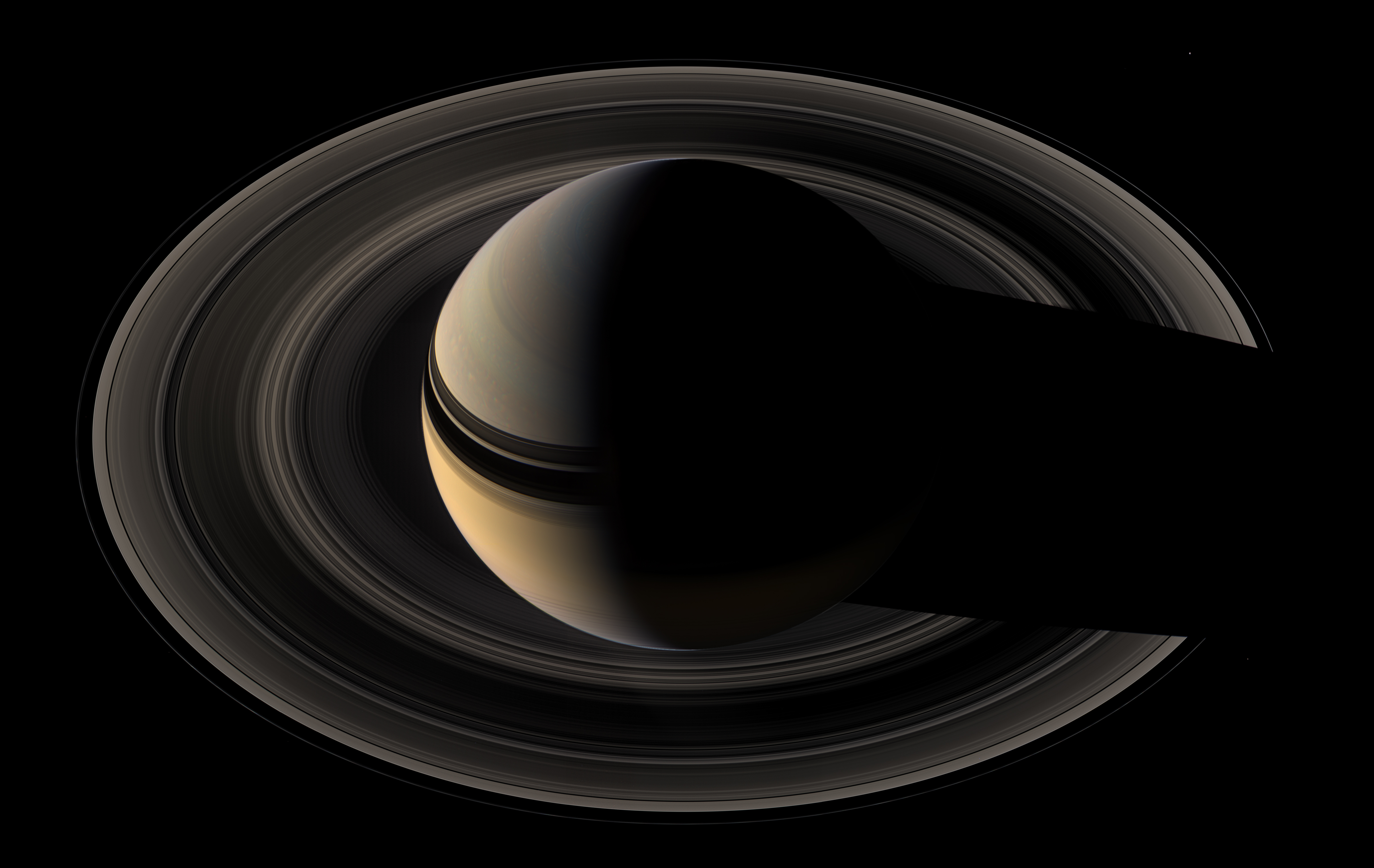
Saturno con sus característicos anillos.

Un anillo planetario es un anillo de polvo y otras partículas pequeñas que gira alrededor de un planeta. Los más espectaculares y conocidos desde la época telescópica son los anillos de Saturno. Durante mucho tiempo se pensó que Saturno era el único planeta con anillos y su singularidad era un problema. Desde 1610, en que Galileo observa los anillos de Saturno, hasta que, en 1977, se descubren los anillos de Urano, transcurren 367 años en que los anillos de Saturno son un caso único en el Sistema Solar. Hoy se sabe que los cuatro planetas gigantes del Sistema Solar (Júpiter, Saturno, Urano y Neptuno) y un centauro (Cariclo) poseen sus propios sistemas de anillos. 
Júpiter tiene un sistema de anillos y Urano trece anillos discretos, al menos. El acercamiento de la Voyager a Neptuno en 1989 permitió comprobar que los anillos son ubicuos entre los planetas gaseosos gigantes del Sistema Solar exterior. Los anillos de Neptuno tal como aparecían vistos desde observaciones terrestres eran muy raros pues parecían compuestos de arcos incompletos, pero las imágenes del Voyager 2 mostraron anillos completos pero con trozos de distinta luminosidad que hacía que desde la Tierra sólo se observaran los arcos más luminosos. Se piensa que la influencia gravitatoria de la luna pastora Galatea y posiblemente algunas otras lunas pastoras no descubiertas son responsables de estos grumos en los anillos.
El acercamiento del vehículo espacial Voyager 2, el 25 de agosto de 1981, y de la sonda Cassini, que se puso en órbita de Saturno el 1 de julio de 2004, han permitido ver los anillos de Saturno de una forma nueva y que han sorprendido quizá tanto como al primero que los vio, hace de ello cuatro siglos. Hoy los anillos de Saturno se muestran con gran riqueza de detalles: bandas, radios y trenzados. Hay aspectos por explicar todavía.
La composición y tamaño de las partículas del anillo varía; pueden ser silicato o polvo helado (en cuatro de los planetas gigantes), y hielo de agua en el caso de Saturno. Los tamaños varían desde el tamaño de micrómetros al de piedras del tamaño de decenas de metros.
A veces los anillos tienen lunas pastoras, lunas pequeñas que giran en los bordes exteriores de anillos o dentro de los huecos en los anillos, siendo responsables de las divisiones. Su tamaño oscila entre el kilómetro y las decenas de km. Estos satélites están dentro del sistema de anillos del planeta y también están dentro del límite de Roche de Júpiter. Una luna dentro del límite de Roche sólo puede permanecer unida si la cohesión en ella supera la distinta fuerza de gravedad en dos partes diferentes del satélite, así pues tiene que ser compacto y pequeño.
La gravedad de los satélites pastores sirve para mantener el borde exterior del anillo muy delimitado.
El origen de los anillos planetarios no se conoce, pero se piensa que son inestables y desaparecen en unos centenares de millones de años. Como resultado, los sistemas del anillo actuales deben ser de origen moderno, posiblemente formado de los desechos de un satélite natural que sufrió un impacto grande o de materia primigenia que estaba más cerca del planeta que el límite de Roche por lo que no se pudieron agregar para formar un satélite o se rompió por la gravedad de Saturno.

## Características de los anillos planetarios
Los anillos de Saturno, Urano, Júpiter y Neptuno comparten cierto número de propiedades:
- Están compuestos de miríadas de partículas en órbitas independientes.
- Se encuentran mucho más cerca del planeta padre que cualquiera de sus satélites principales; de hecho, el grueso de cada sistema de anillos se encuentra a una distancia de la superficie del planeta inferior a un radio planetario.
- Los anillos están situados en el plano ecuatorial del planeta; de hecho, casi toda la materia que constituye los anillos se halla confinada en una delgada región en ese plano.
- El sistema de anillos de Júpiter, Saturno, Urano y Neptuno tiene cierto número de pequeños satélites cerca o dentro de los anillos.

Cada sistema de anillos muestra sus propias peculiaridades:
- Los anillos de Júpiter tienen un anillo "brillante" que, en realidad, es muy débil y casi transparente. Hacia el interior del anillo se extiende un disco de partículas todavía más débil, que quizás alcanza hasta la atmósfera del planeta. Un halo de partículas confiere al sistema un espesor vertical de unos 20.000 kilómetros. Están constituidos por silicatos.
- Los anillos de Saturno tienen siete porciones importantes. Algunas de ellas están separadas de las porciones vecinas por espacios anulares más o menos vacíos; los bordes de los otros se caracterizan por cambios en la densidad de la distribución de partículas de anillos. Cada porción o sección se designa por una letra, que refleja no su distancia a Saturno, sino el orden en que se descubrieron o se postularon las secciones. Los anillos A y B están separados por la división de Cassini; el anillo A incluye la división de Encke. Las letras se asignaron a los anillos en el orden de su descubrimiento. Sólo los anillos principales (A, B y C) se ven fácilmente mediante telescopios situados en la Tierra. Están constituidos de hielo de agua a una temperatura tan baja que les hace comportar como roca.[3]
- Los anillos de Urano tienen no menos de nueve anillos muy estrechos. Se detectaron desde la Tierra y se designan por números o letras griegas. Están constituidos de silicatos y son muy oscuros.

## Procesos que dan forma a los anillos

### Choques en los anillos
Explican el hecho de que los anillos se concentran en un delgado disco ecuatorial del planeta y que las órbitas de los corpúsculos que forman los anillos es circular en su mayor parte.
Todas las partículas de un sistema de anillos comparten un movimiento orbital común en torno al planeta: viajan en la dirección de la rotación de este. Los movimientos vertical y radial superpuestos al movimiento orbital de cada una de tales partículas no están sujetos a esa ligadura. De aquí que las partículas vecinas se muevan arbitrariamente en esas direcciones con respecto a las otras partículas; y así los choques resultan inevitables. Cuando las velocidades relativas aleatorias son grandes, como podría ocurrir en el caso de que los anillos fuesen una densa nube de partículas, se producen choques violentos, y aun cuando sean raros, se invierte una gran cantidad de la energía del movimiento relativo en calentar las partículas y deformar su estructura. La consiguiente pérdida de energía significa que las velocidades aleatorias decrecen rápidamente. El decrecimiento de la componente vertical de las velocidades conduce a un aplastamiento del sistema de anillos. Al propio tiempo, el decrecimiento en la componente radial conduce a órbitas más circulares. En resumen, un anillo grueso se convierte en un disco delgado y aproximadamente circular en una fase muy temprana de su historia.
No importa que las partículas del anillo hayan perdido casi todo su movimiento aleatorio: los choques continúan. La razón de ello es la siguiente: la fuerza gravitatoria ejercida por el planeta sobre las partículas de un anillo se debilita conforme aumenta la distancia desde el planeta, de modo que las partículas del anillo situadas a mayor distancia tardan más en completar su circunvalación en torno al planeta. Así, una de esas partículas cuya órbita esté ligeramente por dentro de la de una segunda partícula del mismo anillo llegará, con el tiempo, a alcanzarla y las dos chocarán si la separación radial que media entre ellas es menor que el diámetro de una partícula.
Es probable que el choque tenga lugar a una velocidad relativa de menos de un centímetro por segundo. Pero puede convertir una fracción del movimiento orbital circular de la partícula en movimiento vertical aleatorio. Los subsiguientes choques impedirán que las velocidades verticales de las partículas resulten muy violentas. Se alcanzará, por tanto, un régimen estacionario que determinará el espesor del anillo. Si las partículas tienen un amplio espectro de tamaños, las más pequeñas ganarán velocidad vertical, sobre todo, al ser desviadas gravitatoriamente en casi choques con otras partículas mayores. Pero perderán velocidad vertical por choque con otras partículas pequeñas, principalmente. Bajo estas condiciones, las pequeñas alcanzarán una extensión vertical de varias veces el tamaño de las partículas abundantes más grandes. En el caso de los anillos A y B de Saturno, sería de esperar que las pequeñas partículas ocupasen una extensión vertical de 10 a 100 metros. Mediciones realizadas en el curso de experimentos desde los Voyager indican que los anillos principales de Saturno tienen un espesor que no supera algunos cientos de metros. Este intervalo hace compatibles los espesores observados y predichos.
El choque de partículas vecinas convertirá también parte de su movimiento circular en movimiento radial. Los anillos se extenderán, pues, radialmente. Un anillo aislado y no sometido a acciones exteriores se expandirá hasta que las partículas que los componen se encuentren lo suficientemente alejadas entre sí para que los choques terminen por cesar. El anillo brillante de Júpiter puede haber alcanzado ese estado final; su anchura y opacidad, muy baja, pueden reflejar la expansión, inducida por los choques, de sus partículas mayores a lo largo de la vida del sistema solar.

### Conducción gravitatoria mediante satélites pastores
Los anillos de Saturno y Urano muestran, sin embargo, bordes muy marcados que limitan regiones densamente pobladas de partículas. Debe haber, por tanto, otros procesos que contrarresten la rápida expansión inducida por los choques. En esos procesos, los pequeños satélites inmersos en los anillos, o adyacentes a ellos, pueden desempeñar un papel importante. Ese "encarrilamiento" explica parte de la estructura en forma de bandas de los anillos de Saturno. 
El campo gravitatorio de los satélites mayores y más distantes quizá sirva para encerrar algunos de los pequeños satélites locales en órbitas fijas e impedir de esa manera que se despedacen por causa de la interacción gravitatoria con las partículas del anillo situadas a su alrededor.
¿Cómo los satélites pastores producen la conducción gravitatoria o encarrilamiento de las partículas? Veamos como el satélite pastor limpia la zona por la que él circula.

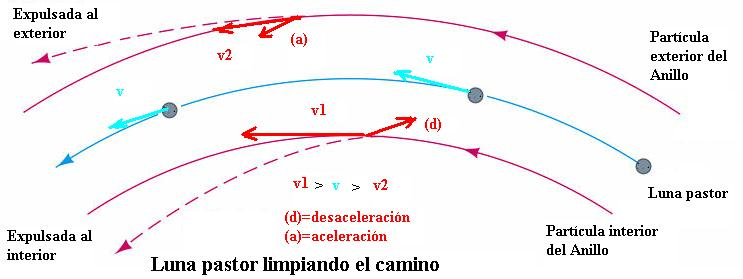
El satélite pastor acelera a la partícula exterior que sube a una órbita superior y frena a la interior que baja a una órbita más baja. Se abre así un camino cuya anchura depende de la masa del satélite pastor.

- Supongamos dos partículas representativas en órbita alrededor de un planeta una interior a un satélite pastor y otra exterior a dicho satélite. Según las leyes físicas, la partícula interior se mueve más rápidamente que el pequeño satélite, que, a su vez, lo hace más deprisa que la partícula exterior. Así, al pequeño satélite le está adelantando la partícula interior, al tiempo que él rebasa a la partícula exterior. Cada partícula es atraída hacia el satélite pastor por la acción gravitatoria de este; de ahí que la partícula interior es frenada por el satélite pastor mientras la exterior es acelerada por el satélite pastor. El tirón gravitatorio neto que el satélite ejerce sobre la partícula exterior tiene la dirección del movimiento orbital de esta partícula, que pasa, así, a una órbita más alta. A la inversa, el tirón que el pequeño satélite ejerce sobre la partícula interior se opone a la dirección del movimiento orbital, y esta partícula cae a una órbita más baja. En definitiva, el pequeño satélite limpia una banda a uno y otro lado de su trayectoria. Cuanto mayor sea la masa del satélite, más ancha será la banda.

- La misma explicación sirve para que un satélite pastor exterior a un anillo lo mantenga confinado. La partícula en este caso interior será frenada y caerá a una órbita más baja. El satélite pastor impide que las partículas del anillo se acerquen a él.

- La misma explicación sirve para justificar que un par de satélites pastores confinan un anillo. El satélite pastor interior acelera las partículas del anillo y las hace subir a una órbita superior mientras el satélite pastor exterior frena las partículas del anillo y les hace bajar a un a órbita inferior.

En todos los casos el paso del satélite frente al borde del anillo causa unas ondas fruto de la diferente atracción del satélite sobre las diferentes partes del anillo.

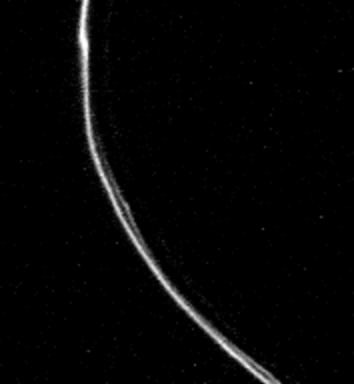
Trenzados en el anillo F fotografiados en noviembre de 1980 por la Voyager 1.

- Más difícil parece explicar los trenzados en el anillo "F" de Saturno. No parece que los campos gravitatorios de los satélites pastores Prometeo y Pandora, puedan explicar tal deformación estructural. Se ha recurrido a varias alternativas: un tercer satélite no descubierto, o la acción de los campos magnéticos. En noviembre de 1980 en fotografías hechas por el Voyager 1 a su paso por la vecindad del planeta, constaba de tres cintas, cada una de ellas de una anchura de unos 30 kilómetros. Las dos cintas más externas, que mostraban arrugas, torsiones y nudos, parecían trenzadas o al menos cortarse entre sí. Sin embargo, cuando nueve meses más tarde llegó el Voyager 2, en agosto de 1981, el anillo F había cambiado ya de estructura. Predominaba entonces una cinta sin trenzar y aparecían como compañeras otras tres cintas más débiles. El anillo mismo se halla a unos 80.000 kilómetros (1,3 veces el radio de Saturno) de la superficie de este planeta y a 4.000 kilómetros del borde exterior del anillo A.

### Resonancia gravitacional y anillos
La resonancia en un disco de partículas da por resultado una situación bastante diferente a la de los satélites pastores. El movimiento de los cuerpos en órbita alrededor de un planeta de masa mucho mayor está dominado, fundamentalmente, por el campo gravitatorio del planeta. Ahora supongamos un satélite natural grande y por tanto exterior al límite de Roche y al sistema de anillos. 
Cerca de las distancias radiales del planeta a las que las partículas del disco tendrían un período orbital conmensurado con el de uno de los satélites del planeta (1/2, 1/3, 2/5 o en general n/m) la amplificación del efecto gravitatorio del satélite durante largos períodos hace que se pierden partículas en una banda situada a la distancia radial correspondiente a una resonancia. La explicación estriba en que cada n órbitas del satélite natural, la partícula del anillo da m vueltas exactas por lo que al cabo del tiempo en que el satélite natural da n vueltas se halla a la mínima distancia de la partícula causando un tirón gravitacional que hace que las órbitas de las partículas dejen de ser circulares. Y aumenta la probabilidad de que las partículas choquen con sus vecinas menos perturbadas. ¿Qué acontece entonces? Se pierden partículas en una banda situada a la distancia radial correspondiente a una resonancia. La banda suele abarcar una anchura natural de unas decenas de kilómetros. El efecto de la resonancia es muy conocido en física. Supongamos una niña que se columpia con un periodo de 2 segundos. Sí su padre la empuja a periodos arbitrarios no causará el mismo efecto que si la impulsa cada 2 segundos pues entonces lo hará de manera eficaz y causando el aumento de la oscilación. A esta intensificación o amplificación de la fuerza que llega a afectar de forma notable a sus movimientos se le conoce con el nombre de resonancia. Considérese que, si el período orbital de un satélite es un múltiplo exacto o una fracción del de otro satélite, el efecto gravitatorio neto de cada satélite sobre el otro vendrá a ser, en resumidas cuentas, un tirón o un empujón aplicado, repetidamente, en el mismo punto del movimiento cíclico. Así se amplifica el efecto. 
- El cuerpo principal del sistema de anillos de Saturno incluye por su proximidad al planeta, los brillantes anillos B y A. Entre ambos está la división de Cassini de 5000 kilómetros de ancho. Las partículas de la proximidad del borde exterior del anillo B (borde interior de la División de Cassini) describen órbitas en torno a Saturno en 11h 24m, aproximadamente dos veces por cada órbita completa del satélite Mimas, 3 veces por cada órbita completa del satélite Encélado, 4 veces por cada órbita completa del satélite Tetis. Estas resonancias son las responsables de la división de Cassini.
- El borde exterior del anillo B no es circular y la resonancia amplifica grandemente el efecto gravitatorio de Mimas y crea protuberancias en lados opuestos del anillo. Hay un delgado anillo, descubierto por el Voyager 1, brillante y excéntrico por la parte de fuera del anillo B. Este delgado anillo excéntrico tiene un máximo único que puede ser el resultado del campo gravitatorio de un pequeño satélite local que no se ha llegado a detectar todavía.

- La resonancia podría explicar también la docena de estrechos huecos en la parte externa del anillo A, que al parecer resultan de resonancias producidas por los satélites coorbitales Jano y Epimeteo y los satélites pastores del anillo F Pandora y Prometeo.

- Con una relación directa con el tema, pero en otro orden de cosas, la resonancia de Júpiter es culpable de los huecos de Kirkwood o ausencia de asteroides a determinadas distancias del cinturón de asteroides que guardan una relación conmensurable con el periodo orbital de Júpiter.

- La resonancia también hace que los periodos de los satélites galileanos de Júpiter y algunos de Saturno mantengan una relación de conmensurabilidad de dos pequeños números enteros.

### Intervención de la fuerza electromagnética
Las pequeñas partículas de los anillos pueden verse afectadas por fuerzas distintas de la de gravedad. Un importante ejemplo son las fuerzas electromagnéticas. Los anillos de Júpiter, de Saturno y posiblemente de Urano están en el interior de un plasma de baja densidad, esto es, se hallan dentro de un tenue gas formado por electrones cargados negativamente e iones cargados positivamente. Los electrones poseen una masa menor que la de los iones; se mueven, por tanto, a una velocidad mayor e inicialmente chocan con partículas del anillo más frecuentemente que los iones. Con el tiempo, las partículas llegan a cargarse negativamente por haber absorbido electrones. En ese punto, su carga repele la llegada de nuevas partículas del mismo signo. Lo que es más importante, las propias partículas del anillo se aceleran ahora al atravesar el campo magnético del planeta. Si las partículas no alcanzan a medir 0,1 micrómetros, la fuerza electromagnética será mayor que la atracción gravitatoria del planeta y domina así el movimiento. En ese marco admiten explicación algunos rasgos de la estructura de los sistemas de anillos:
- En el caso de Júpiter, por ejemplo, el eje del campo magnético está inclinado unos 10 grados con respecto al eje de rotación del planeta. Las fuerzas electromagnéticas, en tales circunstancias, pueden dar a las partículas pequeñas una componente vertical de velocidad mucho mayor que la de las partículas más grandes. La extensión vertical del halo del sistema de anillos de Júpiter es comparable con la que podría esperarse para partículas de 0,1 micrómetros de tamaño o menores.
- En el caso de Saturno, las fuerzas electromagnéticas pueden resultar importantes para la peculiar estructura del anillo F aunque algunos hacen participar a un tercer satélite no descubierto.
- Se han propuesto, además, varias teorías ingeniosas para explicar cómo se originan las cuñas radiales en el anillo B de Saturno sin que se produzca una distorsión simultánea de la estructura radial, en forma de finas bandas, del anillo. Algunas de esas teorías recurren a una lluvia de partículas cargadas, procedentes bien del planeta o bien de los propios anillos, como manera de transferir carga eléctrica a partículas de tamaños del micrómetro y levantarlas de la superficie de otras partículas mayores.

## Origen de los anillos

### 1.ª hipótesis: Fuerzas de marea
Según una hipótesis, un gran cuerpo único se fragmentó en miríadas de trozos cuando llegó a la proximidad de un planeta; y los fragmentos dieron origen después a los anillos. El cuerpo pudo haber sido un gran meteorito que sufrió un encuentro gravitatorio casual con el planeta, o quizás un pequeño satélite que se formó en la envoltura del planeta. En cualquiera de los dos casos, el agente de la fragmentación hubo de ser, a buen seguro, la distorsión por efecto de marea: la fuerza de cizalla que aparece por el hecho de que la atracción gravitatoria ejercida por el planeta sobre el cuerpo es mayor en las regiones del cuerpo más cercanas al planeta que en las que se hallan más alejadas. La creación de los anillos de Saturno por distorsión de marea fue propuesta, por primera vez, por el matemático francés Edouard Albert Roche en 1848. Roche había calculado que las fuerzas de marea excedían la autogravitación cohesiva de un satélite líquido, si este se acercaba hasta una distancia algo menor de 1,5 radios de Saturno desde la superficie del planeta. Este umbral de rotura -límite de Roche- se encuentra próximo al borde exterior de sus principales anillos.
Resulta muy improbable, sin embargo, que un pequeño satélite próximo a Saturno fuera líquido. Tendría que haber sido sólido; ahora bien, un pequeño satélite sólido se mantiene unido no solo por autogravitación sino también por las fuerzas que ordenan los átomos en la materia cristalina. Según Hans R. Aggarwal y Verne Oberbeck, del Centro de Investigación Ames de la NASA, las fuerzas de marea no pueden despedazar, a ninguna distancia de la superficie de un planeta, ningún pequeño satélite sólido de un diámetro algo menor de 100 kilómetros. Por si fuera poco, un satélite sólido mayor no puede despedazarse a distancia mayor de 0,4 radios planetarios de la superficie. Esta distancia coloca el umbral de destrucción dentro del borde interior de los principales anillos de Saturno. Es también improbable que el efecto de desintegración por, marea de un meteorito errante proporcione partículas del anillo cerca de Saturno. Las partículas, como su cuerpo originario, tendrían velocidades suficientes para escapar de la vecindad del planeta.
Pero las fuerzas de marea pudieron intervenir de un modo más sutil, y no menos decisivo. Como ha demostrado Roman Smoluchowski, de la Universidad de Texas en Austin, la atracción gravitatoria de partículas de igual tamaño resulta insuficiente para mantenerlas juntas frente al efecto destructivo de las fuerzas de marea dentro del clásico límite de Roche (el límite calculado por Roche para un satélite líquido). Por el contrario, dos partículas que difieren grandemente en tamaño pueden resistir la ruptura a distancias en pleno interior del límite clásico. Ocurre, en realidad, que el límite impuesto para la ruptura por marea de dos partículas de igual tamaño y el límite impuesto para la destrucción del conjunto de dos partículas de tamaño desigual están próximos a los bordes exterior e interior de los sistemas de anillos que rodean a Júpiter, Saturno y Urano. Dentro del límite exterior de destrucción pudieron haberse acumulado partículas, pero tan lentamente que nunca formasen satélites grandes. Dentro del límite interior, el crecimiento resulta, quizá, poco menos que imposible.

### 2.ª hipótesis: Choque catastrófico
La segunda hipótesis importante en relación con la historia de las partículas de los anillos fue propuesta por Eugene Shoemaker, del Servicio de Inspección Geológica de los Estados Unidos. Postula que un gran satélite, único, de la región de los anillos (o tal vez cierto número de satélites) chocaron catastróficamente con un meteorito errante. Las fotografías de los satélites de Júpiter y de Saturno hechas por los Voyager revelan, en efecto, que los satélites están marcados por un gran número de cráteres producidos por choques a alta velocidad. Mimas, uno de los satélites más pequeños de Saturno, tiene un cráter que abarca una tercera parte de un hemisferio. Faltó poco para que el choque que produjo este cráter destruyera a Mimas. Más cerca de Saturno hay dos satélites coorbitales de unos 100 kilómetros de diámetro, Jano y Epimeteo. Quizá sean los fragmentos mayores de una colisión catastrófica entre un satélite y un meteorito gigante.
Hay varias razones por las que los choques catastróficos pudieron haberse producido preferentemente en la región que más tarde ocuparían los anillos. En primer lugar, los principales satélites de Júpiter y Saturno tienden a ser menores cuanto más cerca se hallan del planeta respectivo. Para una energía de choque dada, es más probable que se fragmenten los satélites pequeños que los, grandes. En segundo lugar el campo gravitatorio de un planeta focaliza la trayectoria de los meteoritos de modo que el flujo de ellos que pasa cerca del planeta es significativarnente mayor que el flujo a distancias crecientes.

### 3.ª hipótesis: Hipótesis de la aglomeración
Una última hipótesis en relación con la historia de las partículas de los anillos postula que los cuerpos mayores de los anillos vienen a ser mero resultado de la limitada extensión de la aglomeración de materia en la envoltura circumplanetaria a distancias próximas al planeta. La aglomeración comenzó con el enfriamiento de la envoltura y la condensación subsiguiente de materia gaseosa en minúsculos granos sólidos. Las fuerzas gravitatorias y el rozamiento gaseoso hicieron que los granos quedaran en el plano ecuatorial de la envoltura. Allí los granos continuaron creciendo por condensación del vapor en su superficie. Tal crecimiento podía conducirles hasta tamaños de algunos metros. Las partículas que forman la mayor parte de los anillos de Saturno varían en tamaño desde centímetros hasta metros. Cabe que resulten de ese proceso. Los pequeños satélites que posiblemente albergan los anillos en su interior serían el producto de una fase local de crecimiento en la que cuerpos del tamaño de metros quedarían soldados en virtud de choques suaves.
Las partículas de los tres sistemas de anillos son pequeñas y numerosas. Según la hipótesis de aglomeración, hay varias razones para que sea así. En primer lugar, la formación imperturbada de gránulos no podía empezar a una distancia dada de un planeta gigante en fase de gestación, mientras no se hubiera contraído hasta un tamaño inferior a esa distancia y se hubiera enfriado lo suficiente la envoltura circumplanetaria. Así, para la formación de gránulos en la proximidad de los planetas hubo menos tiempo disponible del que se disfrutó a mayores distancias. En segundo lugar, los gránulos de las proximidades de Júpiter se pudieron formar sólo a partir de las substancias relativamente raras y de alta temperatura de condensación que existían allí. Finalmente, el que un pequeño satélite alcanzase cierta magnitud significaría que sus resonancias superpuestas abarcarían una anchura comparable con su dimensión. No podría llegarle nueva materia; y, por tanto, dejaría de crecer. En los anillos de Saturno, el límite de crecimiento calculado está entre algunos kilómetros y algunas decenas de kilómetros. A mayores distancias de Saturno y de los otros planetas gigantes debieron de prevalecer condiciones diferentes, ya que allí se forman satélites mayores.

## Evolución de los anillos
¿Qué ocurre en los sistemas de anillos con las partículas pequeñas? El rozamiento gaseoso tiene por efecto el que las partículas de tamaño de un micrómetro o menores describan espirales desde el borde exterior del anillo brillante hasta la atmósfera de Júpiter en escasos cientos de años. Manifiestamente, pues, tales partículas no pueden haber sobrevivido desde el tiempo en que el planeta tenía una envoltura gaseosa. Han de estar formándose hoy mismo. Según Joseph A. Burns, de Cornell, resultan de la erosión de cuerpos mayores en el anillo brillante de Júpiter, o en su proximidad.
No es fácil que las partículas que rondan el centímetro o lo sobrepasan ligeramente se destruyan por choque con micrometeoritos interplanetarios. Antes bien, cada choque excava un minúsculo cráter alrededor del punto de impacto y se expulsa una cantidad de materia 1000 a 10 000 veces mayor que la masa del cuerpo incidente. Muchas partículas del tamaño del micrómetro de los sistemas de anillos pueden originarse, pues, como productos de eyección. Podemos suponer que si el diámetro de un satélite pequeño no llega a los 10 kilómetros, la mayoría de los productos eyectados a raíz de un choque con un cuerpo interplanetario escaparán del campo gravitatorio del pequeño satélite. Los productos eyectados que escapen del satélite carecerán, sin embargo, de la energía suficiente para escapar del planeta alrededor del cual se encuentra en órbita el pequeño satélite; describirían, pues, órbitas en el anillo. (La erosión incesante de una población originaria podría ser también fuente de los cuerpos localizados en los anillos de Saturno que miden del orden de un centímetro a un metro.)
En suma, los pequeños satélites y las partículas más grandes de los anillos datan probablemente de la primitiva historia del sistema solar: son contemporáneos de los satélites de los planetas gigantes. Por el contrario, las partículas más pequeñas se encuentran hoy en fase de formación. Se sospecha que los grandes satélites del sistema solar exterior, así como varios planetas (la Tierra incluida), surgieron por aglomeración de muchos cuerpos de tamaño menor, Seguramente, entre la muchedumbre de partículas de los anillos se reproducen hoy procesos similares, en menor escala. Los sistemas de anillos ofrecen, pues, un doble desafío. Hay que deducir los procesos que los formaron y, después, aprovechar ese conocimiento para poner de manifiesto cómo se constituyeron los satélites sólidos y los planetas.